# Black midi
black midi — англійський музичний гурт, сформований у 2017-му в Лондоні. Їхня музика не вписується в традиційні жанрові рамки, однак критики виділяють у ній елементи експериментального року, нойз-року, прог-року та аванґрадного джазу. 
Гурт вважався одним із найбільш знакових представників "після-брекситної" нової хвилі в британській музиці.

## Дискографія
- Schlagenheim[en] (2019)
- Cavalcade (2021)
- Hellfire[en] (2022)